# 프레디의 피자가게: 더 실버 아이즈
《프레디의 피자가게: 더 실버 아이즈》(영어: Five Nights at Freddy's: The Silver Eyes)는 스콧 코슨과 Kira Breed-Wrisley가 쓴 2015년 호러 미스터리 소설이다. 코슨의 베스트셀러 호러 비디오 게임 시리즈 프레디의 피자가게에 기반을 둔다.
더 실버 아이즈의 2개의 후속편 Five Nights at Freddy's: The Twisted Ones, Five Nights at Freddy's: The Fourth Closet은 각각 2017년 6월 27일, 2018년 6월 26일 출간되었다.